# 人類滅絕
人類滅絕是未來學中經常出現的一個課題。人類之所以滅絕的可能原因有很多，可能是由於各類自然災害或者是人類的行爲本身。人類滅絕之後，地球的生態系統則會大幅重塑。
不過其中一些小說裏常見的毀滅性自然災害，如隕石撞擊地球或大規模的火山爆發實際上發生的機率極低。
而人類本身的行爲則包括大屠殺、種族滅絕、核戰爭、生化戰爭、大規模的傳染病和過度發達的科技（反客爲主的人工智能、灰蛊）等等。
某些人认为劣生、人口過剩、人口過少、全球變暖和生態崩潰等環境問題也可能是人類滅絕的原因。

## 可能性
因為人類並未經歷過整體性的大滅絕，所以對人類滅絕的預測均是主觀判斷。哲學家約翰·安德魯·萊斯利認為人類在接下來的五個世紀中不會滅絕的可能性為70%。2006年的斯特恩报告認為人類在一百年內滅絕的可能性為10% 。
此外預想的許多人類滅絕原因很可能並不會導致人類的完全滅絕。首先世界上存在許多相對孤立、人烟稀少的地區，核戰爭等一些災害不太可能毀滅每一寸土地。此外各國政府也建有避難所以預防災難來臨。

## 應對措施
霍金認為人類在技術成熟時可考慮太空移民，以此來防止人類完全滅絕 。此外還有學者建議在地球上建立完全自給自足的聚居地以防止人類滅絕。 經濟學家羅賓·漢森認為一個人口不足100的小型聚居地就可以很大程度地提高人類活過全球性災難的可能性。

## 流行文化
一些現代科幻作品，如《沒有我們的世界》、《人類滅絕之後的動物》探究了人類滅絕後地球上會發生的事情。而人類滅絕本身則更加頻繁地出現在文學藝術作品中，最早的關於人類滅絕的科幻小説可能是1933年寫成的《当世界毁灭时》。一些作品中危機最終可以得到消解，但在《R.U.R.》和電影《人工智能》中人類最終未能逃脫滅絕的命運。

## 擴展閱讀
- Leslie, John. (1996). The End of the World: The Science and Ethics of Human Extinction. Routledge. ISBN 0-415-18447-9
- Rees, Martin. (2003). Our Final Hour: A Scientist's Warning: How terror, error, and environmental disaster threaten humankind's future in the century--on Earth and beyond. Basic Books. ISBN 0-46506862-6.
- Michael Moyer. . Scientific American. September 2010  [2017-12-05]. （原始内容存档于2013-12-14）.
- Michel Weber, McPherson, "Near Term Extinction" （页面存档备份，存于）, Cosmos and History: The Journal of Natural and Social Philosophy, vol. 10, no. 2, 2014, pp. 319–326.